# Autonomie (politică)
Conform dreptului internațional, un stat sau o regiune se bucură de o deplină autonomie politică dacă nu depinde de nici o legislație, putere executivă și putere judiciară decât acelea care îi sunt proprii. Statele sau teritoriile au mai fost numite autonome (anterior au fost numite ocazional chiar suverane) dacă se pot guverna singure pe plan intern, chiar dacă pe plan extern sunt reprezentate de alte state.

## Teritorii autonome
Teritoriile autonome se găsesc adesea între granițele unui stat în care trăiesc minorități puternice.
Exemple:
- Azad Jammu și Cașmir (Pakistan)
- Kurdistanul Irakian (Irak)
- Åland (Finlanda)
- Găgăuzia (Moldova)
- Republica Autonomă Naxcivan (aparține de Azerbaidjan)
- Karakalpakstan (în Uzbekistan)
- Insulele Feroe și Groenlanda (aparțin de Danemarca)
- multe republici ale Federației Ruse (vezi și Subiectele federale ale Rusiei)
- uneori fostele colonii, de exemplu cele ale Regatului Unit (Imperiul colonial britanic) și ale Franței (Imperiul colonial francez)
- Voivodina și Kosovo (aparțin de Serbia) – dintre care Kosovo și-a declarat independența pe 17 februarie 2008, ceea ce, la nivel internațional, este disputat până în prezent
- Republika Srpska și Federația Bosniei și Herțegovinei (aparțin de Bosnia și Herțegovina)

## Autonomie parțială
În anumite arii de competență, o unitate administrativă sau un stat federat care intră în componența unui stat poate lua decizii în privința propriului interes în mod complet independent. De exemplu, cantoanele Elveției au libertate de decizie în toate domeniile care nu sunt în mod expres delegate la nivelul confederației și atâta vreme cât respectivele decizii nu contrazic Constituția Elveției. Printre aceste domenii se găsesc părți ale sistemului de educație, ale securității interne, ale sistemului de asistență socială și ale sistemului de sănătate publică. 
Anumite unități administrative ale unui stat centralizat au anumite domenii de competență în care sunt libere să decidă în privința propriilor interese. De exemplu, regiunea franceză Alsacia are o autonomie parțială în privința sistemului de învățământ, care altfel este centralizat. Astfel, Alsacia poate decide asupra proporției și a structurii orelor de germană precum și a utilizării limbii germane în cadrul lecțiilor.

### Cazul Italiei
În ultimii ani, printr-un proces de devoluție, statul italian a transferat unele dintre competențele sale la nivelul regiunilor. În urma transferului de autoritate, acestea se bucură de o certă autonomie. Spre exemplu, sănătatea publică și turismul cad acum mai degrabă în zona de responsabilitate a regiunilor.
Insulele Sicilia și Sardinia precum și zonele de graniță locuite de minorități (Friuli-Veneția Giulia, Valle d'Aosta și Trentino-Tirolul de Sud) au la dispoziție o formă de autonomie reglementată de un statut special (o lege cu valoare constituțională). În Italia, aceste regiuni sunt numite autonome. În fapt, autonomia financiară a acestor regiuni merge chiar mai departe decât aceea a land-urilor (statelor federate) din Germania și Austria, celor cinci regiuni italiene fiindu-le permis să folosească între 60% și 100% din taxele pe care le colectează.

### Cazul Spaniei
După 1978, în Spania au apărut 17 regiuni autonome. Constituția le garantează în mod expres autonomia. Însă legea fundamentală fixează doar un cadru flexibil al statutului de autonomie al fiecăreia, ceea ce permite pentru fiecare regiune în parte o autonomie mai largă sau mai strâmtă. În acest context, Țara Bascilor, Navarra și Catalonia, cu statutul autonomiei Cataloniei, iau o poziție specială. Cele trei regiuni au propriile lor corpuri de poliție, Ertzaintza în Țara Bascilor, Policía Foral în Navarra și Mossos d’Esquadra în Catalonia. Aceste roluri excepționale își au rădăcinile în istoria fiecărei regiuni, dat fiind că fiecare dintre ele s-a aflat, vreme de sute de ani, sub presiunea guvernului central de la Madrid care încerca să le remodeleze.